# Вестерборстель
Вестерборстель (нем. Westerborstel) — община в Германии, в земле Шлезвиг-Гольштейн. 
Входит в состав района Дитмаршен.  Население составляет 109 человек (на 31 декабря 2010 года). Занимает площадь 4,14 км².